# Primeira Liga de 2003–04
A Primeira Liga de 2003–04 foi a 70.ª edição do Campeonato Português de Futebol.
O FC Porto foi campeão nacional pela 20.ª vez.

## Análise
O FC Porto, treinado por José Mourinho, voltou a não dar quaisquer hipóteses à concorrência e conquistou o bicampeonato com facilidade. Este bicampeonato portista foi abrilhantado com a conquista da Liga dos Campeões contra o AS Monaco.
O SL Benfica, orientado por José Antonio Camacho, fez um campeonato de bom nível e, embora não tenha conseguido pôr em causa o domínio portista, voltou a garantir o 2.º lugar e o acesso à Liga dos Campões. Ao 2.º lugar, os encarnados juntaram a conquista da Taça de Portugal, quebrando assim um jejum que durava desde 1996 sem a conquista de qualquer troféu.
O Sporting, comandado por Fernando Santos, realizou um campeonato superior ao anterior mas não conseguiu o acesso à Liga dos Campeões, muito devido à derrota em casa com o Benfica na 33.ª Jornada. Com isto, os leões voltaram a ficar-se pelo 3.º lugar.
Por fim, destacar o fantástico 4.º lugar do Nacional da Madeira, a melhor classificação da história do clube madeirense, que assim conseguia ir às competições europeias pela primeira vez na história. Também de realçar o 5.º lugar alcançado pelo Sporting de Braga, que regressava às competições europeias 6 anos depois.

## Equipas

### Equipas Participantes
| Equipa               | Treinador            | Estádio                               | Cidade              |
| -------------------- | -------------------- | ------------------------------------- | ------------------- |
| FC Porto             | José Mourinho        | Estádio das Antas                     | Porto               |
| SL Benfica           | José Antonio Camacho | Estádio da Luz                        | Lisboa              |
| Sporting CP          | Fernando Santos      | Estádio José Alvalade                 | Lisboa              |
| Vitória SC           | Augusto Inácio       | Estádio D. Afonso Henriques           | Guimarães           |
| UD Leiria            | Vítor Pontes         | Estádio Dr. Magalhães Pessoa          | Leiria              |
| Paços de Ferreira    | José Gomes           | Estádio da Mata Real                  | Paços de Ferreira   |
| Marítimo             | Manuel Cajuda        | Estádio dos Barreiros                 | Funchal             |
| Gil Vicente          | Mário Reis           | Estádio Adelino Ribeiro Novo          | Barcelos            |
| Belenenses           | Manuel José          | Estádio do Restelo                    | Lisboa              |
| Boavista             | Erwin Sánchez        | Estádio do Bessa                      | Porto               |
| Nacional             | Casemiro Mior        | Estádio da Madeira                    | Funchal             |
| Moreirense           | Manuel Machado       | Comendador Joaquim de Almeida Freitas | Moreira de Cónegos  |
| Beira-Mar            | António Sousa        | Estádio Mário Duarte                  | Aveiro              |
| SC Braga             | Jesualdo Ferreira    | Estádio 1.º de Maio                   | Braga               |
| Académica de Coimbra | Artur Jorge          | Estádio Municipal de Coimbra          | Coimbra             |
| Rio Ave              | Carlos Brito         | Estádio dos Arcos                     | Vila do Conde       |
| Alverca              | José Couceiro        | Complexo Desportivo do FC Alverca     | Alverca do Ribatejo |
| Estrela da Amadora   | João Alves           | Estádio José Gomes                    | Amadora             |

### Mudanças de Treinador durante a época
| Equipa               | Treinador Despedido | Data de Saída | Posição | Treinador Contratado | Data de Entrada |
| -------------------- | ------------------- | ------------- | ------- | -------------------- | --------------- |
| Académica de Coimbra | Artur Jorge         | 28/08/2003    | 10.º    | Vítor Oliveira       | 28/08/2003      |
| Paços de Ferreira    | José Gomes          | 21/10/2003    | 18.º    | José Mota            | 22/10/2003      |
| Estrela da Amadora   | João Alves          | 03/11/2003    | 18.º    | Miguel Quaresma      | 03/11/2003      |
| Gil Vicente          | Mário Reis          | 11/11/2003    | 13.º    | Luís Campos          | 25/11/2003      |
| Belenenses           | Manuel José         | 22/11/2003    | 9.º     | Vladislav Bogićević  | 23/11/2003      |
| Vitória SC           | Augusto Inácio      | 08/12/2003    | 16.º    | Jorge Jesus          | 09/12/2003      |
| Belenenses           | Vladislav Bogićević | 19/01/2004    | 13.º    | Augusto Inácio       | 20/01/2004      |
| Académica de Coimbra | Vítor Oliveira      | 26/01/2004    | 15.º    | João Carlos Pereira  | 27/01/2004      |
| Boavista             | Erwin Sánchez       | 08/03/2004    | 7.º     | Jaime Pacheco        | 08/03/2004      |

## Classificações
| Pos | Equipa               | J  | V  | E  | D  | GM | GS | Diff | Pts | Qualificação/Descida      |
| --- | -------------------- | -- | -- | -- | -- | -- | -- | ---- | --- | ------------------------- |
| 1   | FC Porto             | 34 | 25 | 7  | 2  | 63 | 19 | +44  | 82  | Liga dos Campeões da UEFA |
| 2   | Benfica              | 34 | 22 | 8  | 4  | 62 | 28 | +34  | 74  | Liga dos Campeões da UEFA |
| 3   | Sporting             | 34 | 23 | 4  | 7  | 60 | 33 | +27  | 73  | Taça UEFA                 |
| 4   | Nacional             | 34 | 17 | 5  | 12 | 56 | 35 | +21  | 56  | Taça UEFA                 |
| 5   | Sporting de Braga    | 34 | 15 | 9  | 10 | 36 | 38 | -2   | 54  | Taça UEFA                 |
| 6   | Marítimo             | 34 | 12 | 12 | 10 | 35 | 33 | +2   | 48  | Taça UEFA                 |
| 7   | Rio Ave              | 34 | 12 | 12 | 10 | 42 | 37 | +5   | 48  |                           |
| 8   | Boavista             | 34 | 12 | 11 | 11 | 32 | 31 | +1   | 47  |                           |
| 9   | Moreirense           | 34 | 12 | 10 | 12 | 33 | 33 | 0    | 46  |                           |
| 10  | União de Leiria      | 34 | 11 | 12 | 11 | 43 | 45 | -2   | 45  | Taça Intertoto da UEFA    |
| 11  | Beira Mar            | 34 | 11 | 8  | 15 | 36 | 45 | -9   | 41  |                           |
| 12  | Gil Vicente          | 34 | 10 | 10 | 14 | 43 | 40 | +3   | 40  |                           |
| 13  | Académica            | 34 | 11 | 5  | 18 | 40 | 42 | -2   | 38  |                           |
| 14  | Vitória de Guimarães | 34 | 9  | 10 | 15 | 31 | 40 | -9   | 37  |                           |
| 15  | Belenenses           | 34 | 8  | 11 | 15 | 35 | 54 | -19  | 35  |                           |
| 16  | Alverca              | 34 | 10 | 5  | 19 | 33 | 49 | -16  | 35  | Liga de Honra             |
| 17  | Paços de Ferreira    | 34 | 8  | 4  | 22 | 27 | 53 | -26  | 28  | Liga de Honra             |
| 18  | Estrela da Amadora   | 34 | 4  | 5  | 25 | 22 | 74 | -52  | 17  | Liga de Honra             |

## Melhores Marcadores
| CI. | Jogador        | Equipa            | Golos |
| --- | -------------- | ----------------- | ----- |
| 1   | Benni McCarthy | FC Porto          | 20    |
| 2   | Adriano        | Nacional          | 19    |
| 3   | Evandro        | Rio Ave           | 15    |
| 3   | Liedson        | Sporting          | 15    |
| 5   | Ricardo Sousa  | Boavista          | 14    |
| 6   | Derlei         | FC Porto          | 13    |
| 7   | Simão          | Benfica           | 12    |
| 8   | Zé Manuel      | Paços de Ferreira | 11    |
| 8   | Ferreira       | Gil Vicente       | 11    |
| 8   | Wender         | SC Braga          | 11    |

## Média de Espectadores
| Clube              | Média  | +/-    |
| ------------------ | ------ | ------ |
| FC Porto           | 34.143 | 20,9%  |
| Sporting           | 30.958 | 109,3% |
| Benfica            | 28.395 | 26,0%  |
| V. Guimarães       | 10.728 | 126,9% |
| SC Braga           | 9.441  | 81,8%  |
| Académica          | 7.693  | 52,1%  |
| Beira-Mar          | 6.990  | 47,6%  |
| Boavista           | 5.806  | 12,8%  |
| UD Leiria          | 5.509  | 149,7% |
| Belenenses         | 5.353  | 0,5%   |
| Marítimo           | 4.735  | 8,0%   |
| Moreirense         | 3.647  | 59,0%  |
| Rio Ave            | 3.324  | Novo   |
| Paços de Ferreira  | 3.300  | 5,7%   |
| Nacional           | 3.047  | 1,6%   |
| Gil Vicente        | 2.788  | 26,4%  |
| Alverca            | 2.382  | Novo   |
| Estrela da Amadora | 2.176  | Novo   |
| TOTAL              | 9.468  | 35,0%  |
| Fonte              | [ 2 ]  | [ 2 ]  |